# 中国人民政治协商会议第十二届全国委员会委员名单
中国人民政治协商会议第十二届全国委员会，共有委员2,237人，于2013年2月1日由政协第十一届全国委员会常务委员会第二十次会议通过。任期由2013年3月至2018年3月。

## 常务委员会组成人员

### 主席会议组成人员
- 主席：俞正声
- 副主席：杜青林、令计划、韩启德、帕巴拉·格列朗杰（藏族）、董建华、万钢（致公党界）、林文漪（女）、罗富和、何厚铧、张庆黎、李海峰（女）、苏荣、陈元、卢展工、周小川、王家瑞、王正伟（回族）、马飚（壮族）、齐续春（满族）、陈晓光（民盟界）、马培华、刘晓峰、王钦敏、梁振英
- 秘书长：张庆黎 （兼）

### 常务委员
刀述仁（傣族）、干以胜、于文明、万季飞、卫小春、马大龙、马长庆（东乡族）、马志伟（满族）、马英林、王伟（解放军）、王天戈、王太华、王文彪、王永乐、王永庆、王光谦、王旭东（中共界）、王宇田、王作安、王林旭、王明明、王秦丰、王珣章、王梅祥、王新陆、王新奎、韦建桦、云公民（蒙古族）、牛汝极、毛肯·赛衣提哈木扎（哈萨克族）、邓楠（女）、甘霖（女）、厉以宁、石碧、石爱中、龙新民、卢京（壮族）、卢柯、卢志强、卢晓光（满族）、叶小钢、田刚、田岚（土家族）、田静、田震、田中群、田玉科（女，土家族）、田成平、田惠光（女）、冉霞（女，苗族）、白成亮（哈尼族）、仝广成、印红（女）、冯巩、冯国勤、冯骥才、兰云升、年福纯、朱之鑫、朱永新、朱孝清、朱维群、传印、伍淑清（女）、任法融、全哲洙（朝鲜族）、刘凡、刘斌（蒙古族）、刘长乐、刘长铭、刘汉铨、刘迎龙、刘明康、刘振亚、刘晓庄、刘晓榕、刘家强、刘继贤、刘新文（女）、刘慕仁、关凯、宇如聪、许仲梓、许京军、许家印、孙淦、孙安民、孙怀山、孙荫环、孙菊生、阳安江、严俊、苏士亮、苏士澍（满族）、李明、李羚（女）、李崴、李谠（女）、李小林（女）、李卫华、李玉光、李世济（女）、李冬玉（女）、李汉柏（白族）、李成玉（回族）、李华栋、李克穆、李卓彬、李和平（民进界）、李朋德、李泽钜、李学举、李家杰、李毅中、杨健、杨天怡、杨俊文、杨衍银（女）、杨胜群、杨崇汇、杨维刚、吴刚、吴江（无党派界）、吴晶（女）、吴双战、吴正德、吴光正、吴国祯、吴定富、吴恒权、吴晓青（满族）、何维、何小平、何为荣、何丕洁、何光暐、何柱国、余国春、沈文庆、宋海（满族）、张帆、张海、张元龙、张玉台、张左己、张来斌、张建平、张研农、张桃林、张海迪（女）、张海涛、张基尧、张裔炯、张震宇、阿什老轨（彝族）、陈杰（女，高山族）、陈群、陈旗、陈广元（回族）、陈世炬、陈永棋、陈自力、陈进玉、陈建功、陈绍军、陈政立、陈章良、陈清华、陈锡文、陈德铭、陈冀平、邵鸿、邵琪伟、武维华、茅永红、林树哲、林树森、林毅夫、欧阳明高、尚勋武、季允石、周文重、周汉民、周伯华、周忠和、周健民、郑小燕（女）、郑心穗、郑立中、郑兰荪、郑军里（瑶族）、郑建邦、郑建闽、郑家纯、郑惠强、学诚、房兴耀、居来提·买买提明（维吾尔族）、孟学农、孟晓驷（女）、赵雯（女）、赵雨森、赵振铣、赵晓勇、郝明金、胡四一、胡国珍（女，侗族）、胡定旭、胡振民、南存辉、段敦厚（白族）、姜伟新、姜建初、洪祖杭、洪慧民、姚克、姚志彬、姚爱兴、贺军科、秦大河、珠康·土登克珠（藏族）、班禅额尔德尼·确吉杰布（藏族）、袁隆平、袁熙坤、贾庆国、贾治邦、夏涛、顾秉林、钱克明、钱冠林、倪慧芳（女）、徐泽、徐辉、徐一天、徐一帆、徐振寰、殷晓静（女）、高峰（宗教界）、高小玫（女）、高体健、高武生、高鸿钧、郭层城、郭振家、唐英年、桑顶·多吉帕姆·德庆曲珍（女，藏族）、黄志贤、黄丽满（女）、黄作兴、黄明荣（黎族）、黄宗洪、黄洁夫、黄格胜（壮族）、黄康生（布依族）、曹小红（女，回族）、曹卫星、曹其真（女）、康耀红、梁国扬、梁保华、彭小枫、彭雪峰、葛剑平、葛剑雄、董万才、董文标、蒋作君、韩志然（蒙古族）、韩美林、覃志刚（壮族）、喻林祥、程红（女）、程津培、程崇庆、傅成玉、傅先伟、傅惠民、焦红（女）、童世平、曾华、温思美、谢庆生、谢克昌、靳尚谊、裘援平（女）、赖明、雷蕾（女，满族）、蔡威、蔡达峰、廖泽云、谭萍（女，苗族）、德哇仓（藏族）、颜延龄、潘云鹤、潘功胜、潘贵玉（女）、霍达（女，回族）、磨长英（女）、戴德丰

## 各界别委员

### 中国共产党（99人）
干以胜、于迅、马飚（壮族）、马中平、马铁山、王太华、王巨禄、王正伟（回族）、王正福、王全书、王旭东、王国发、王明方、王学仁、王秦丰、王家瑞、王富玉（回族）、仁青加（藏族）、龙新民、卢展工、叶冬松、付志方、白玛（藏族）、仝广成、令计划、冯国勤、冯健身、邢元敏、邢元敏（女）、吉林、朱明国（黎族）、朱维群、乔传秀（女）、任亚平、刘伟、刘德旺、齐同生、孙淦、孙怀山、阳安江、苏荣、杜宇新、杜青林、李成玉（回族）、李海峰（回族）、李崇禧、杨松、杨多良（回族）、杨崇汇、吴双战、吴志明、吴定富、吴恒权、何立峰、宋育英（女）、张玉台、张左己、张庆黎、张连珍（女）、张昌平、张建平、张研农、张基尧、张裔炯、陈元、陈世炬、陈光林、陈求发（苗族）、陈际瓦（女）、陈学亨、陈德铭、陈冀平、努尔兰·阿不都满金（哈萨克族）、林树森、罗正富（彝族）、岳福洪、周小川、周国富、孟学农、项宗西、胡彪、钟文、俞正声、姜伟新、夏德仁、钱冠林、徐敬业、陶武先、黄丽满（女）、黄跃金、黄燕明、梁保华、梁绮萍（女）、彭小枫、喻林祥、傅克诚、童世平、翟卫华、薛延忠

### 中国国民党革命委员会（65人）
马志伟（满族）、王红（女，满族）、王世杰、王新强、文和群（女）、计时华（女）、孔维克、卢晓光（满族）、田红旗（女）、田惠光（女）、史小红（女）、冯巩、朱成钢、朱建军、刘凡、刘晓、刘斌（蒙古族）、刘凯华（女）、刘家强、刘新文（女）、齐续春（满族）、汤维建、李崴、李晓东、李霭君（女）、杨天怡、杨保建（白族）、吴晶（女）、吴先宁、何小平、何丕洁、沙振权、沈瑾（满族）、宋余庆、张友君、张全国、张守志、张伯军、陈莉（女）、陈清华、苑春鸣、郑心穗、郑学炳、郑建邦、荣洋、胡汉平、钟晓渝、施中岩、洪佳林、夏涛、夏先鹏、徐涛（女）、高小玫（女）、郭层城、黄健儿、蒋洪、蒋平安、程萍（女）、程崇庆、傅惠民、温香彩（女）、温雪琼、谢阳举、谢克昌、谢碧玲（女）

### 中国民主同盟（65人）
马玉红（女）、王文娅（女）、王东林、王修林、田刚、冉霞（女，苗族）、邢吉华、成岳冲、朱专兴、朱家媛（女）、刘晓庄、刘慕仁、安纯人、孙红（女，满族）、孙丰月、孙南申、李铀、李成贵、李晓安、李竟先（女）、杨云彦、杨玉成、杨维刚、吴刚、吴正德、汪利民、沈奎林、张世珍、张道宏、陈旗、陈幼平、陈晓光、欧阳明高、周梁、郑惠强、赵雨森、赵振铣、胡树华、施平、娄源功、贺林、贾楠（女）、贾庆国、倪慧芳（女）、徐辉、徐一帆、徐向东、高玉葆、高拴平、郭景平（女）、黄利鸣、黄维礼、曹卫星、康耀红、葛剑平、董恒宇、韩圣浩、傅建荣、鲁安怀、温思美、谢卫、甄珍（女）、雷蕾（女，满族）、鲍义志（土族）、戴晓凤（女）

### 中国民主建国会（65人）
万安培、马培华、王宁、王欣、王舰、王霞（女）、王永庆、王亚洲（蒙古族）、王济光、王爱俭（女）、叶青、白重恩、宁崇瑞、华博雅（女）、刘长庚、刘汉元、刘江龙、刘炳江、刘惠好（女）、孙洁（女）、孙太利、孙东生、孙宝启、孙贵宝、孙菊生、李心（女）、李兰（女）、李谠（女）、李玉光、李世杰、李冬玉（女）、李修松、李晓林、杨文龙、吴志明、吴晓青（满族）、邹建民（女）、宋海（满族）、张皎、张明华、陈小平、陈政立、武鸿麟、武献华、周汉民、周新生、郑锦春、孟孝忠、郝明金、胡可一、钟瑛（女，白族）、施耀忠、姜建初、洪慧民、秦博勇（女）、钱学明、徐钧健、高峰、高云龙、郭振家、郭跃进、黄泽民、龚立群、曾钫、蔡玲（女）

### 中国民主促进会（45人）
卫小春、王康、王建国、牛汝极、左定超、石爱中、卢天锡、史贻云、朱永新、朱晓进、汤建人、汤素兰（女）、杜婕（女）、李和平、杨建德、邱立成、张帆、张妹芝（女）、张俊芳（女）、张震宇、陈自力、陈贵云、尚勋武、罗永章、罗富和、罗黎辉、岳崇、郑福田、赵光育、赵丽宏、胡卫、俞金尧、姚爱兴、栗甲、高友东、唐瑾（女）、唐勇力、陶凯元（女）、黄震、程幼东、蔡达峰、蔡秀军、臧永清、潘贵玉（女）、潘碧灵（土家族）

### 中国农工民主党（45人）
于文明、马立群、马光瑜、王娴（女）、王路、王正荣、王启仪（女）、王忠哲（满族）、王建沂、王新陆、王福强、牛广明、牛立文、巩富文、曲凤宏、任国胜、刘晓峰、花亚伟、杨占秋、杨鸿生、何维、沈中阳、张灼华、张周平、张喆人、陈子江（女）、陈建国、陈绍军、欧阳华、岳泽慧（女）、周然、周健民、郑小燕（女）、孟庆才、赵吉光、段惠军、姚克、栗震亚、高体健、唐建武、彭钊、游宏炳、谢庆生、蔡威、戴秀英（女，回族）

### 中国致公党（30人）
丁时勇、万钢、王元、王珣章、王增祺、甘霖（女）、刘珂（女）、杜时贵、李嵘（纳西族）、杨兴平、吴春梅（女）、张玲（女）、张恩迪、陈怡霓（女）、陈德展、林方略、赵进东、赵家军、胡旭晟、徐旭东、黄格胜（壮族）、曹小红（女，回族）、曹鸿鸣、麻建国（苗族）、梁伟华、蒋作君、谢晓尧、谢朝华、滕卫平、薛卫民

### 九三学社（45人）
马大龙、马秀珍（女）、王宇田、支建华、巨拴科、田玉科（女，土家族）、印红（女）、刘新乐（蒙古族）、刘滇生、许进、孙运锋、孙步新、严俊、杜德志、李彬、李华栋、张大方、张亚忠、张桃林、邵鸿、武维华、罗家均、周锋、庞学光、屈谦、赵韩、赵雯（女）、赵海英（女）、胡万宁、姜刚杰、洪三国、洪捷序、姚志彬、骆正明、贾殿赠、徐国权、高抒、陶夏新、黄宗洪、韩启德、曾华、游庆仲、赖明、解士杰、戴晓雁

### 台湾民主自治同盟（20人）
王松、王二虎、王天戈、叶惠丽（女）、江利平、李钺锋、杨健、连介德、吴国华（女）、吴国祯、张宁、张泽熙、陈俊骢、林文漪（女）、郑建闽、胡有清、洪净（女）、骆沙鸣、黄志贤、蔡国雄

### 无党派人士（65人）
丁洁（女）、丁明山、马学平、王执礼、王尚旭、王明明、王梅祥、叶小钢、田中群、刘勇、刘巍、刘公勤（女）、刘红宇（女）、刘冠军、汤亮、宇如聪、许京军、许瑞生、孙林夫、苏士澍（满族）、杜卫、李卫、李灿、李武、李卫东（女）、李晋峰、李稻葵、吴江、吴仁彪、吴道闻、何星亮、张抗抗（女）、张连起、张国俊、陈群、陈昌生、陈建国、陈道明、林毅夫、欧阳中石、周忠和、郑钢、孟洛明、赵宇梓、胡四一、钟章队、段树民、袁隆平、夏宇红（女）、高鹰忠、席南华、陶智（满族）、黄日波（壮族）、黄廉熙（女）、崔永元、揭新民、彭雪峰、董胜波、舒红兵、谢茹（女）、蓝逢辉、甄贞（女）、窦晓玉（女）、樊菁、霍达

### 中国共产主义青年团（9人）
白松涛（满族）、刘佳晨、汪鸿雁（女）、张骏、陈小川、罗梅（女，藏族）、贺军科、倪邦文、梅世彤

### 中华全国总工会（63人）
王秀芳（女）、王俊峰、尤兰田（女）、毛蕴诗、冯丹龙（女）、吕黄生、任克雷、刘怡、刘子静、刘学良、刘宗明、闫克庆、孙兆学、苏玲（女）、苏如春、李长印、李世明、李守镇、李志军、李建明、李海滨、李滨生、杨志明、杨建祥、何玉华、何喜奎、邹先荣、应代明、张新、张文学、张世平（女）、张华荣、张明森、陈进行、陈荣书、陈涵霖、陈锦鸣、林淑仪（女）、易军、罗茂乡、金建华、周中枢、周成建、钟杰（女）、钟攸平、段敦厚（白族）、段祺华、施杰、袁伟霞（女）、倪健民、徐良、徐念沙、徐振寰、徐德明（满族）、高彦明、郭稳才、陶建幸、盛明富、梁嘉琨、董秀彬、管飞、颜辉、潘晓燕（女）

### 中华全国妇女联合会（67人）
上官永清（女）、王茜（女）、王小兰（女）、王美华（女）、王银香（女）、王淑玲（女）、王蒀荣（女）、孔玉芳（女）、邓敏（女）、邓小虹（女）、龙倩（女）、叶顺兴（女）、成平（女）、朱妍（女）、刘诗（女）、刘朝霞（女）、孙丹萍（女）、严慧英（女）、李羚（女）、李瑛（女）、李仁真（女）、李嘉音（女）、杨佳（女）、杨衍银（女）、肖苒（女）、肖新月（女）、吴明（女）、吴晓礼（女）、吴海燕（女）、何悦（女）、余效明（女）、迟子建（女）、张萍（女）、张静（女）、张小玲（女）、张礼慧（女）、张改琴（女）、张黎明（女）、陈羽（女，蒙古族）、陈聪聪（女）、范继英（女）、尚绍华（女）、郄秀书（女）、周秉建（女）、郑祎（女）、郑珊（女）、孟晓驷（女）、柯锦华（女）、侯露（女）、姜力（女）、洪天慧（女）、袁直（女）、徐葵君（女）、唐晓青（女）、朗杰拉措（女，藏族）、黄艳（女）、黄尔梅（女）、黄紫玉（女）、崔郁（女）、董翠娜（女）、曾蓉（女）、曾晓非（女）、甄砚（女）、雷敏（女）、窦啟玲（女）、翟美卿（女）、樊锦诗（女）

### 中华全国青年联合会（30人）
山翀（女）、王召明（蒙古族）、卢柯、叶迎春（女）、冯琳（女）、朱军、朱建弟、许树强、严琦（女）、严望佳（女）、杜江涛、李猛、李佳鸣（女）、张斌、张风雷、张勉之、陈化兰（女）、陈仲尼、林积灿、金萍（女，回族）、周涛（女）、周桐宇（女）、郑家建、袁晨野、格桑罗布（藏族）、夏添（女）、党彦宝、郭为、彭静（女）、韩红（女，藏族）

### 中华全国工商业联合会（65人）
王伟、王乃静、王文彪、王玉锁、王再兴、王志雄、王钦敏、孔芙蓉（女）、左宗申、卢志强、田震、冯川建、冯东明、匡湧、全哲洙（朝鲜族）、庄聪生、刘迎霞（女）、刘沧龙、刘金虎、江南、许仲梓、孙安民、孙荫环、孙晓华、苏志刚、李卫华、李书福、李占通、李彦宏、杨铿、杨冠兴、连良桂、何报翔、何帮喜、余渐富、沃伟东、宋北杉、张近东、张复明、阿沛·晋源（藏族）、陈放、陈志列、陈经纬、茅永红、郑跃文、赵晓勇、郝远、南存辉、洪袁舒（女）、袁亚非、徐冠巨、黄小祥、黄红云、梁静（女）、董文标、喻顶成、程红（女）、傅军、温纯青、谢伯阳、雷元江、褚平、黎昌晋、潘刚、磨长英（女）

### 中国科学技术协会（43人）
马军胜、王超、王光谦、尹伟伦、邓楠（女）、邓金根、叶培建、田力普、包为民、冯守华、刘振宇、齐让、孙涛、寿子琪、李兰娟（女）、李和平、李原园、杨文良、吴家睿、沈文庆、沈保根、宋家慧、张勤、张薇（女）、陈平平、陈赛娟（女）、林惠民、欧阳钟灿、易建强、周伟江、周欢敏、赵进才、钟志华、秦大河、袁亚湘、顾秉林、徐世杰、曹效业、曹湘洪、梁小虹、梁留科、程津培、潘复生

### 中华全国台湾同胞联谊会（15人）
叶成、史茂林、纪斌、张嘉极、陈杰（女，高山族）、陈玲（女）、林贤顺、郑广台、高美琴（女，高山族）、黄植诚（壮族）、梁国扬、蒋秋霞（女）、谢正观、雷献禾、蔡国斌

### 中华全国归国华侨联合会（28人）
王永乐、王亚君（女）、王荣宝（女）、王晓玉、王彬成、朱世增、朱奕龙、朱道弘、乔卫、庄绍绥、李玉玲（女）、李卓彬、吴幼英（女）、邱维廉、张茵（女）、张元龙、陈红天、林定强、林晓昌、顾行发、高杰、浦江、梁波、屠杰、董配永、舒心、蔡建国、潘庆林

### 文化艺术界（145人）
于海、王小燕、王文章、王书平、王立军、王西京、王兴东（满族）、王安忆（女）、方鸣、尹力、石汉基、龙瑞、卢禹舜、叶少兰、田青、田黎明、史敏（女）、史佳华（女）、白水清、冯远、冯小刚、冯双白、冯骥才、尼玛泽仁（藏族）、巩汉林、成龙、吕章申、朱世慧、朱乐耕、刘星、刘大为、刘小东、刘云志、刘兰芳（女，满族）、刘宇一、关峡（满族）、许钦松、孙丽英（女，满族）、苏燕玲（女，壮族）、李翔、李士伟、李世济（女）、李延声、李胜素（女）、李祖铭、李素华（女）、杨赤、杨承志（女）、杨晓阳、励小捷、吴欢、吴长江、吴为山、吴玉霞（女）、何水法、何香久、余隆、余辉、言恭达、汪良、汪国新、宋丹丹（女）、宋春丽（女）、宋祖英（女，苗族）、张克、张海、张文光、张廷皓、张国立、张建国、阿拉泰（女，蒙古族）、陈力、陈平、陈凯歌、陈泽盛、陈建功、陈思思（女）、陈晓光、陈维亚、邰丽华（女）、范小青（女）、范迪安、茅善玉（女）、林文增、郁钧剑、金铁霖（满族）、周予援、周建平、单霁翔、孟广禄、赵卫（白族）、赵长青、赵本山、赵汝蘅（女）、赵秀君（女）、赵宝刚、赵葆秀（女）、胡宏伟、胡振民、施大畏、美朗多吉（藏族）、姜昆、袁熙坤、袁慧琴（女）、莫言、夏潮、顾欣、徐翔、徐安碧、徐利明、徐沛东、高云、高洪波、高培芬（女）、高满堂、郭瓦·加毛吉（女，藏族）、席强、唐栋、黄宏、黄志明、梅葆玖、盛小云（女）、阎维文、梁凤仪（女）、梁晓声、董保华、董圆圆（女）、韩书力、韩必省、韩美林、覃志刚（壮族）、曾成钢、登巴大吉（藏族）、靳尚谊、雷珍民、詹祥生、廖奔、谭孝曾、谭利华、滕矢初、潘鲁生、薛亮、魏松（满族）、魏积安、濮存昕

### 科学技术界（112人）
干勇、万钢、万宝年、万建民、万晓援、马力（回族）、王琛、王晶（女）、王小康、王元青、王向朝、王寿君、王志良、王抒祥、王明弹、王炳华、王涌天、尹卓、尹镇龙、邓伟、甘晓华、石碧、龙长兴、卢灿华、叶友达、田静、邢新会、吉永华、曲伟、朱星、朱共山、刘永、刘建、刘昌俊、许强、孙聪、孙家栋、孙朝晖、苏国萃、李莉（女）、李鸿（女）、李子颖、李朋德、李晓明、李维斗、李景虹（蒙古族）、杨伟、杨元喜、杨玉芳（女）、杨忠岐、连建宇、吴一戎、吴光辉、何力、辛颖梅（女，回族）、汪鹏飞、宋欣、张宁、张新民、张德兴、陆桂华、陈小娅（女）、陈成秀、陈江宁、陈凯先、陈祥宝、武向平、林海燕、罗琦、周玉梅（女）、周成虎、周建平、郑兰荪、赵松（女，满族）、郝国强、荣建勋、柳崇禧、种明（女）、侯一筠、饶子和、姜杰（女）、姚一萍（女）、姚檀栋、贺禹、秦升益、袁希钢、贾德昌、钱天林、徐涛、徐卫喜、徐金记、徐晓兰（女）、高吉喜、高鸿钧、郭华东、唐长红、黄力、黄强、黄伟光、黄雪鹰（女，蒙古族）、常兆华、崔敬忠、蒋华良、蒋耀平、傅新华、蓝闽波、蔡晓红（女）、潘锋（回族）、潘云鹤、潘建伟、魏传忠、魏毅寅

### 社会科学界（69人）
王名、王子豪、王长江、王怀超、王学成、毛新宇、方立、石文先、卢中南、叶万勇、朱孝清、朱佳木、朱征夫、刘大钧、刘白驹、刘志彪、刘佳义、刘树成、江汉刚、孙正聿、孙庆聚、李捷、李蓝、李明蓉（女）、李忠杰、李景源、杨冬权、杨胜群、吴江（回族）、吴恩远、何新、何事忠、余永定、汪晖、宋镇豪、迟福林、张西南、张泓铭、张树华、张献生、张蕴岭、陈众议、陈进玉、陈金泉、林智敏（女）、周文彰、赵梅（女）、郝时远（蒙古族）、郝树声（女）、侯小勤、侯欣一、侯建民、饶戈平、施芝鸿、袁靖、贾高建、顾久、徐洪刚、高永中、高全立、黄梅（女）、曹义孙、崔福兴、董宏（满族）、韩康、谢双成、谢商华（女）、裴长洪、阚珂

### 经济界（151人）
马正武、马世侠、马蔚华、王计、王滨、王毅、王力平、王文学、王秀峰、王禹民、王新奎、云公民（蒙古族）、仇保兴、孔庆平、甘连舫（回族）、厉以宁、石军、田伟、田在玮、史玉波、白鹤祥、兰云升、吕建中、朱之鑫、朱长林、朱玉辰（满族）、朱永芃、朱光耀、朱洪达、华庆山、刘明康、刘振亚、刘烈宏、齐骥、闫冰竹、许明金、许家印、许智明、杜鹰、李军、李勇、李小琳（女）、李宁平、李民斌、李克穆、李沛兴、李若谷、李河君、李绍德、李勇库、李毅中、杨刚、杨超、杨元庆、杨凯生、杨敏德（女）、肖凤桐、肖宏江、吴焰、何光暐、沈雯、宋兰（女）、宋林、张力、张力军、张小济、张松桥、张学武、张建国、张闾蘅（女）、张晓强、张福荣、张赛娥（女）、张懿宸、陆启洲、陈天桥、陈东征、陈丽华（女，满族）、陈洪生、陈晓颖（女）、邵琪伟、范集湘、林大辉、易纲、罗哲夫、和广北、金阳、周建、周吉平、周纪昌、周伯华、宗立成、赵林、赵广发、赵显人、赵铁锤、胡占凡、胡亚东、胡存智（壮族）、胡克勤、钟俊、侯外林、姜成康、姜增伟、姚中民、贺平、贺同新、桂敏杰（满族）、贾康、钱颖一、徐明阳、徐宪平、徐祖远、奚国华、高宏峰（达斡尔族）、高国富、高建平、郭广昌、郭允冲、唐登杰、涂辉龙、黄小峰、黄光苗、黄志祥、黄建初、黄淑和、黄朝阳、梅兴保、常振明、梁平、梁骧（女，回族）、梁志敏、梁伯韬、梁高美懿（女）、彭开宙、董大胜、蒋政江、韩真发、傅成玉、傅育宁、谢渡扬、赖海民、蔡鄂生、臧秋涛、廖岷、谭伯源、潘功胜、薛光林（回族）、穆麒茹（女，回族）、戴皓、戴永革

### 农业界（67人）
于培顺、马忠明、王云峰、王海波、王继亮、王道文、王鹤龄、车迎新、车黎明、牛盾、方荣祥、田成平、白先进（回族）、冯平、朱保成、伍跃时、任勇、任正晓、华士飞、刘昕、刘野、刘凤之、刘平均、刘延云、刘身利、刘佩智、刘建军、江泽慧（女）、许皞、杜源生、李奇、李津成、杨小平、吴鸿、何一心、宋丰强、张伟、张波（女）、张洪、张少农、张改平、陈星莺（女）、陈章良、陈锡文、范小建、林金星、郑晖、柯炳生（女）、聂振邦、贾治邦、夏庆友、顾国新、钱克明、徐建国、高炜（蒙古族）、高鸿宾、唐明（女）、黄巧云、黄若虹、彭于发、韩鲁佳（女）、程振山、赖钟雄、廖永林、薛亮、霍学喜、戴公兴

### 教育界（108人）
丁金宏、丁烈云、马敏、马德秀（女）、王璞、王广谦、王长华、王本朝、王训练、王次炤、王汝成、王松灵、方精云、邓小刚、左东岭、石定果（女）、申丹（女）、印杰、冯俊、司富春、吕建、朱和平、朱鸿民、伍中信、任芳（女）、刘峰、刘焱（女）、刘川生（女）、刘长铭、刘月宁（女）、刘吉臻、刘建平、刘春平、刘俊来、许华、许景期、许舒亚、孙惠玲（女）、苏华、杜惠平、李明、李卫红（女）、李长安、李东福、李向玉、李学春、李胜堆、李象群（满族）、杨文（女）、杨学义、肖燕（女，白族）、何友、余争平、邸瑛琪（满族）、闵维方、汪苹（女）、宋永忠、宋纯鹏、张波、张彬、张雪（女）、张凤阳、张凤宝、张立萍（女）、张尧学、张师超、张来斌、张其成、张杰庭、张福成、帕尔哈提·阿不都热依木（维吾尔族）、周祖翼、庞晓丽（女）、郑军、郑晓静（女）、孟安明、赵艳林、郝际平、胡刚、胡凌云、柯杨（女）、钟秉林、俞敏洪、姜耀东、洪伟（回族）、祝连庆、贺强（满族）、秦和（女，满族）、顾也力、钱锋、徐玖平、徐贵祥、高文、郭大成、郭晋云、唐子来、黄元河（壮族）、黄维若、黄德宽、曹雪涛、戚建波、章义和、葛剑雄、葛晓音（女）、蒋惠园（女）、鲁景超（女）、樊建人、檀润华

### 体育界（21人）
马继龙（回族）、王勇峰、王恋英（女）、卞志良、刘翔、刘敬民、李永波、李国平、杨桦、杨静之、吴侔天、邹凯、陈立人、周继红（女）、胡扬、段世杰（满族）、姚明、姚滨、钱利民（蒙古族）、黄玉斌、韩爱萍（女）

### 新闻出版界（44人）
于芳（女）、万捷、马利（女）、王求、王涛、王国庆、王庚年、韦建桦、卞晋平、艾克拜尔·米吉提（哈萨克族）、龙新南、卢世琛、白岩松（蒙古族）、冯丹藜（女）、邬书林、刘春、刘越、李东东（女）、李国华、何建明、何崇元、沙博理、沈鹏、张丕民、张秋俭（女）、张晓林、张海涛、张德修、陈俊宏、欧阳常林、金学锋、周锡生、郝振省、聂震宁、唐宁（女）、黄友义（回族）、黄书元、黄扬略、黄国柱、崔大庸、韩三平、程蔚东、舒安娜（女，土家族）、翟惠生

### 医药卫生界（90人）
王宇、王阶、王健（布依族）、王锐、王大明、王旭东、王红阳（女）、王国强、王建业、王承德、王贵齐、王智彪、牛忠英（女）、方来英、史大卓、吕爱平、刘文伟、刘玉村、刘志红（女）、刘迎龙、刘荣玉（女）、池慧（女）、孙丰源、孙志刚、孙建方、孙铁英（女，满族）、严卫星、李萍（女）、李文志、李玉峰、李立明、李赤群、李秀华、李辅仁、杨玉学、杨金生、杨爱明、吴以岭、吴明江、何伟、张健、张澍、张永祥、陆洪光、陈琳（女）、陈义汉、陈元仲、陈仲强、陈兴生、陈啸宏、邵一鸣、邵明立、范利（女）、林野、林绍彬、林嘉滨、尚红（女）、岳秉飞、周学东（女）、郑静晨、赵平、赵东科、赵铱民、胡定旭、胡盛寿、侯建明、侯艳宁（女）、俞光岩、姜玉新、姚树坤、夏宁（女）、徐亮、徐勇、凌锋（女）、高春芳、浦金辉、黄传贵（彝族）、黄洁夫、黄峰平、曹洪欣、葛均波、董小平、韩雅玲（女）、焦红（女）、焦家良、温建民、雷菊芳（女）、熊思东、霍勇、魏英杰

### 对外友好界（41人）
于洪君、万季飞、马儒沛（回族）、王林旭、王胜洪、艾平、龙宇翔、史明德、冯佐库、邢运明、吕国增、吕新华、朱灵、许琳（女）、孙萍（女，回族）、李小林（女）、李克农、李金章、吴海龙、张建国、陈健、陈友谊、陈知庶、易小准、周文重、周立群、周幼马、周明伟、赵阳、钱利华、郭元强、郭加迪、曹育民、崔天凯、董海舟、蒋晓松、韩方明、程永华、程国平、裘援平（女）、翟隽

### 社会福利和社会保障界（36人）
于兵、龙墨（女）、卢绍杰、朱建民、刘卫昌、刘雅煌、孙小系、李一、李丕钧、李宏塔、李学举、杨祥波、何宪、沈小南（女）、张彦森、张海迪（女）、张雪岩、陈世强、罗平飞、罗良娟（女）、季允石、周锦辉、郑旭、胡志斌（回族）、胡晓义、柯希平、殷永祥、翁华建、高晓笛（女）、郭长江、黄文仔、黄其森、黄昌元、曹德旺、梁满林、薄绍晔

### 少数民族界（103人）
丁目迪（回族）、刀述仁（傣族）、才让（藏族）、马开贤（回族）、马文云（东乡族）、马邦河（保安族）、马虎成（回族）、马国权（回族）、马国超（回族）、马宗保（回族）、丰卫祥（怒族）、王福耀（羌族）、毛肯·赛衣提哈木扎（哈萨克族）、乌恩（蒙古族）、计明南加（藏族）、玉帕新（女，布朗族）、艾徐（女，德昂族）、艾尼瓦尔·依明（维吾尔族）、左晔（回族）、布娲鹣·阿布拉（女，维吾尔族）、卢京（壮族）、甲热·洛桑丹增（藏族）、申楚（仡佬族）、田岚（土家族）、付刚（赫哲族）、代依米克·地瓦那（塔吉克族）、白成亮（哈尼族）、尔孜规（女，维吾尔族）、包明德（蒙古族）、朴英（女，朝鲜族）、朴惠善（女，朝鲜族）、权贞子（女，朝鲜族）、达娃顿珠（藏族）、乔吉甫（蒙古族）、仲布·次仁多杰（藏族）、伊尔扎提·扎达（塔塔尔族）、伊丽苏娅（女，维吾尔族）、多央娜姆（女，藏族）、刘晓梅（女，蒙古族）、次珍（女，门巴族）、安阿玥（回族）、祁德川（景颇族）、克珠（藏族）、杜梅（女，鄂温克族）、李健（侗族）、李小满、李友祥（独龙族）、李汉柏（白族）、杨方（女，基诺族）、吴爱红（女，仫佬族）、何春（女，拉祜族）、何吉英（女，彝族）、何奇耶徒（蒙古族）、阿什老轨（彝族）、阿布里米提·艾合买托合提（维吾尔族）、陈德（满族）、林兴（京族）、欧泽高（藏族）、卓嘎（女，藏族）、罗黎明（壮族）、金莉（女，俄罗斯族）、郑军里（瑶族）、法蒂玛·马合木提（女，乌孜别克族）、波里亚（俄罗斯族）、居来提·买买提明（维吾尔族）、孟松林（鄂伦春族）、赵玫（女，满族）、茸芭莘那（女，普米族）、胡国珍（女，侗族）、洪伟（回族）、洛桑山丹（藏族）、姚哈斯（女，蒙古族）、贺颖春（女，裕固族）、莎娜（女，达斡尔族）、格桑卓嘎（女，珞巴族）、索朗多吉（藏族）、贾拉森（蒙古族）、高炜（女，满族）、郭文圣（回族）、郭丽娜（女，锡伯族）、海霞（女，回族）、海丽曼（女，柯尔克孜族）、海淑兰（女，蒙古族）、黄毅（景颇族）、黄明荣（黎族）、黄康生（布依族）、菊红花（女，蒙古族）、鄂义太（蒙古族）、梁晓丹（女，阿昌族）、斯塔（藏族）、韩兴旺（撒拉族）、韩志然（蒙古族）、覃文静（女，毛南族）、程田青（回族）、雷后兴（畲族）、腾格尔（蒙古族）、蔡世杰（回族）、嘎玛（藏族）、赛买提·买买提（维吾尔族）、谭萍（女，苗族）、潘晓慧（女，水族）、穆可发（回族）、魏艺红（女，佤族）

### 宗教界（67人）
丁广治（回族）、丁科仓（藏族）、丁常云、马长庆（东乡族）、马寿新（回族）、马英林、王树理（回族）、扎西坚参（藏族）、心澄、东宝仲巴·呼图克图（藏族）、白克力·马木提（维吾尔族）、印乐、传印、任法融、刘元龙、刘怀元、那仓·向巴昂翁·丹曲成来（藏族）、李山、李光富、杨发明（回族）、杨志波（回族）、吴巍、余文良（傈僳族）、沈斌、沈学彬、阿地里江·阿吉克力木（维吾尔族）、陈广元（回族）、妙江、拉巴（藏族）、帕巴拉·格列朗杰（藏族）、金蔚、金鲁贤、学诚、宗洛·向巴克珠（藏族）、房兴耀、孟青录、香根·巴登多吉（藏族）、觉醒、祜巴龙庄勐（傣族）、珠康·土登克珠（藏族）、班禅额尔德尼·确吉杰布（藏族）、夏立宛（蒙古族）、徐晓鸿、高峰、郭承真（回族）、唐卫民、唐诚青、桑顶·多吉帕姆·德庆曲珍、黄至安、黄信阳、萨龙·平拉（藏族）、梁明、策墨林·单增赤列（藏族）、傅先伟、普法、道慈、湛如、谢荣增、靳云鹏、赖保荣、雷世银、詹思禄、新杂·单增曲扎（藏族）、阚保平、赛赤·确吉洛智嘉措（藏族）、德哇仓（藏族）、潘兴旺

### 特邀香港人士（124人）
王冬胜、王亚南、王国强、王明洋、王树成、王贵国、王䓪鸣（女）、王敏贤（女）、王惠贞（女）、区永熙、方方、方文雄、方黄吉雯（女）、邓日燊、邓竟成、邓清河、龙子明、卢文端、卢温胜、田北俊（2014年被免職）、包陪庆（女）、邝保罗、冯华健、冯国经、吕耀东、朱铭泉、朱鼎健、伍淑清（女）、刘长乐、刘业强、刘汉铨、刘兆佳、刘遵义、江达可、汤显明、许汉忠、许荣茂、孫少文、纪文凤（女）、苏泽光、杜惠愷、李子良、李月华（女）、李文俊、李秀恒、李贤义、李国章、李泽钜、李家杰、李家祥、李惠森、李德麟、杨钊、杨孝华、杨志红（女，回族）、杨国强、杨绍信、吴光正、吴良好、吴换炎、吴惠权、邱达昌、何柱国、余国春、汪明荃（女）、沈冲、张华峰、张国荣、张学明、张学修、张家敏、陈嘉华、陈万雄、陈永棋、陈清霞（女）、陈婉娴（女）、陈新滋、陈鑑林、邵善波、林云峰、林光如、林建岳、林树哲、林健锋、林铭森、罗康瑞、周永健、周安达源、周梁淑怡（女）、郑家纯、郑维健、郑翔玲（女）、郑慕智、胡汉清、胡经昌、胡葆琳（女）、钟瑞明、施荣怀、姜在忠、洪祖杭、殷晓静（女）、高敬德、郭炎、唐伟章、唐英年、容永祺、黄兰发、黄英豪、黄景强、黄楚标、梁君彦、梁国贞（女）、彭长纬、董建华、释宽运（蒙古族）、曾智明、简松年、蔡冠深、廖长城、谭锦球、谭耀宗、霍震霆、戴希立、戴德丰、魏明德

### 特邀澳门人士（29人）
马有礼、尤端阳、冯志强、许爽、许健康、苏树辉、杨俊文、吴小丽（女）、吴立胜、吴培娟（女）、何玉棠、何厚铧、何猷龙、陈明金、林金城、欧安利、柯为湘、钟小健、贺定一（女）、徐泽、黄如楷、萧德雄、曹其真（女）、崔世昌、梁华、梁少培、廖泽云、黎振强、颜延龄

### 特别邀请人士（166人）
于际训、马建、马健（回族）、马丙泰、马国湘、王伟（新疆）、王伟（解放军）、王杰、王书坚、王玉发、王永明、王兆海、王寿祥、王志民、王志发、王作安、王应际、王国卿、王洪光、王素毅（蒙古族）、王晓翔、王增钵、王穗明（女）、牛有成、公保扎西（藏族）、方殿荣、邓天生、邓宗良、卢中原、卢昌华、旦科（藏族）、叶明、叶克冬、田义功、田向利（女）、史济春、白云（女）、丛日刚、冯兆举、宁吉喆、刚占标、年福纯、朱玉华、朱清益、朱锦林、朱燕来（女）、任海泉、华建（女）、庄国荣（女）、刘上洋、刘长喜、刘世锦、刘红军、刘良凯、刘忠兴、刘晓凯（苗族）、刘晓榕、刘继贤、关凯、江建曾、汤黎路、孙永海、孙亚夫、孙远良、苏士亮、苏志佳、杜鹃（女）、李宏、李勇、李少军、李本钧、李申学、李国辉、李微微（女）、杨瀚、杨士秋、杨国海、杨金永、杨春光、杨振江、肖盛峰、吴超、吴云峰、邱进、何为荣、沙海林、沈健、沈素琍（女）、宋才文、宋原生、张红力、张国栋、张岱梨（女）、张宝书、张常韧、张鹤田、陈强、陈山玲（女）、陈启明、陈修茂、陈海刚、陈寒枫、范印华、范晓莉（女，回族）、范照兵、林雄、林上元、易清（满族）、罗一民、周宁、周春玲（女）、郑立中、泽巴足（藏族）、孟宏伟、赵开增、赵建中、赵宪忠、胡正跃、段端武、侯云春、侯伯文、姜宏、姜明、贾永生、贾延明、夏勇、顾伯平、徐一天、徐小岩、徐增平、徐德学、殷鲁谦、高守维、高武生、郭莉（女）、郭孔丞、郭洪超、唐一军、唐川平、黄文平、黄方毅、黄作兴、黄嘉祥、常荣军、崔杰、崔立如、崔保华、崔海容、崔景龙、梁伟浩、梁亮胜、董万才、董利翔（女）、蒋小明、韩国龙、程群力、傅川、傅宏裕、舒玉泰、游洛屏、楼志豪、雷春美（女，畲族）、鉴保卫、蔡安季、蔡晓明、颜世元

## 委员变动情况
补选委员
- 吕忠梅、焦焕成、叶小文、李家祥[3]

辞职委员
- 李勇、仇保兴、冯琳、肖盛峰、孙志刚、陈求发、叶迎春、徐宪平、王穗明、李卫东[4]

撤销委员资格
- 王素毅、黄峰平、杨刚、李崇禧、刘迎霞、苏荣、宋林、叶万勇、白云、孙兆学、田北俊、令计划、朱明国、马建、韩志然、颜世元、黄小祥、张力军、王玉发、汪良、顾欣、刘子静、褚平、朱洪达、上官永清、姚中民、夏勇[4]、林方略[5]